# 演奏所

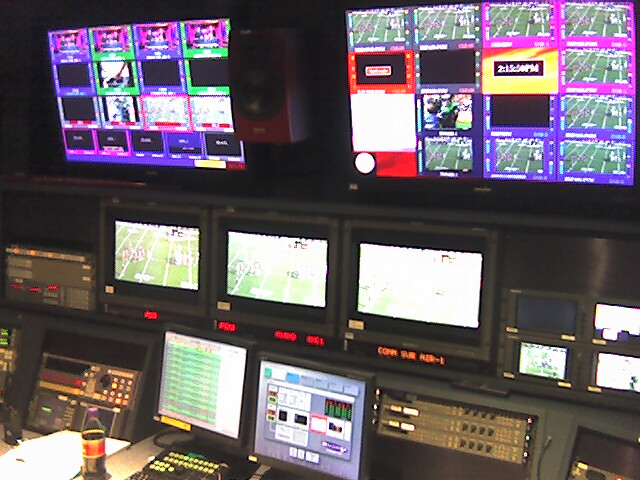
アメリカのスポーツ専門チャンネル ESPNの主調整室（マスター）

演奏所（えんそうじょ、Performance）とは、無線局のなかで、演奏設備のある場所を示す。放送局の演奏所が一般的である。
「演奏」とあるが音楽や楽器を鳴らす訳ではなく、放送や送信のための映像・音声を送出するという意味である。概ね放送局と同義であるが、法令上は詳細規定がある（後述）。

## 日本の放送局における演奏所
電波法関係審査基準には放送局の演奏所として、「演奏設備とは、主調整装置、演奏室、演奏装置等とする。」「主調整装置が放送対象地域外に設置される場合においては、放送対象地域内にある主要な演奏設備がある場所を第1演奏所とする。」と規定されている。
すなわち放送局の中で、演奏室＝スタジオ、演奏装置＝副調整室、主調整装置＝主調整室等を置いているところが演奏所になる。多くは商法上の本社と同一位置とされることが多いが、親局や中継局（送信所）、放送事業計画との関係により、演奏所には細かな規定があり、たとえ放送局の本社にスタジオ、副調整室、主調整室等を置いていても法令上、演奏所とされない場合もある。また「演奏所なし」の放送局もある。

## 演奏設備
- 主調整装置

- 演奏室

- 演奏装置